# Полинг (Милдорф ам Ин)
Полинг (њем. Polling) општина је у њемачкој савезној држави Баварска. Једно је од 31 општинског средишта округа Милдорф ам Ин. Према процјени из 2010. у општини је живјело 3.362 становника. Посједује регионалну шифру (AGS) 9183136.

## Географски и демографски подаци
Полинг се налази у савезној држави Баварска у округу Милдорф ам Ин. Општина се налази на надморској висини од 410 метара. Површина општине износи 43,8 km². У самом мјесту је, према процјени из 2010. године, живјело 3.362 становника. Просјечна густина становништва износи 77 становника/km².

## Међународна сарадња
| Мјесто   | Држава   | Врста сарадње | Од    |
| -------- | -------- | ------------- | ----- |
| Хохенцел | Аустрија | партнерство   | 1982. |
| Извор    |          |               |       |